# Strongylosoma guerinii
Strongylosoma guerinii är en mångfotingart som först beskrevs av Paul Gervais 1836.  Strongylosoma guerinii ingår i släktet Strongylosoma och familjen orangeridubbelfotingar.

## Underarter
Arten delas in i följande underarter:
- S. g. atlantica
- S. g. capensis